# Invincible Eleven
L'Union of Invincible Eleven & Majestic Sports Association Inc., nota più semplicemente come Invincible Eleven, è una società calcistica con sede a Monrovia in Liberia. Milita nella Liberian Third Division, la terza divisione del campionato liberiano di calcio.
Fondato nel 1943, è uno dei club più titolati del paese, potendo vantare la vittoria di 13 edizioni della Liberian Premier League, la massima serie calcistica liberiana, e di 5 Coppe di Liberia.

## Storia
L'invincibile Eleven trae la sua origine dall'unione dell'Iron United, con sede in Clay-Ashland ed i Bombardieri, con sede a Monrovia.
Queste squadre erano composte da giovani giocatori di età compresa tra i 13 ed i 20 anni per lo più studenti del College of West Africa (CWA), Liceo di San Patrizio e Liberia College.
I giovani giocatori delle due squadre, in particolare gli studenti del CWA vollero unire le loro risorse e formare un'unica squadra, abbastanza forte per competere ad alti livelli con le squadre più blasonate, come l'Olimpiks e Bame Monrovia.
Venne così convocato un incontro presso la residenza della madre di Joseph G. Richards su Broad Street nel maggio 1943. Quel giorno nacque l'Invincibile Eleven.
I partecipanti all'accordo del maggio 1943 furono, John Coleman (deceduto), G. Aaron Grimes, Hugh Collins, Sammy Hodge, Lawrence Morgan, Austin Coleman, George Marshall, Othello Coleman, Zulu Cooper e Oscar Hemans-Yankey. In tale riunione, Joseph G. Richards è stato eletto primo capitano della squadra.
Il mese successivo, giugno 1943, l'IE ha fatto il suo debutto nelle competizioni calcistiche. I primi tre anni furono caratterizzati da continue sconfitte, i membri erano giovani e inesperti. Il primo colpo a sorpresa fu nel 1945, quando sconfissero l'Olimpiks 5-0. Questa vittoria fu fondamentale per animare lo spirito di squadra tra i ragazzi. 
È stata una delle squadre più antiche ed importanti. Da zimbello della nazione L'invincibile Eleven divenne quasi impossibile da battere nei successivi 7 anni, incontrarli era un vero incubo per le altre compagini.
Tra il 1946-1949 IE subì un duro colpo, perse infatti 7/8 della sua squadra, i giocatori rimasero infatti lontani dalla loro nazione, rimanendo a studiare in USA o in altre nazioni estere. Tuttavia, nel tempo sono stati sostituiti da alcuni promettenti giovani giocatori della squadra juniores, West End Eleven.
Alcuni di questi giovani giocatori: Sam Payne Cooper, Leonard Deshield, T. Ernest Eastman, Bruce Smith, E. Harding Smythe, Gabriel J. Tucker e John Payne Tucker.
Tra il 1950-1951, alcuni di questi ragazzi vennero immatricolati nelle scuole all'estero, ancora per studio, creando un ulteriore vuoto nella squadra.
La nuova perdita di giocatori e la mancanza di fondi portarono l'IE ad essere temporaneamente rinominata "Pepperbird" dal suo sponsor (Mr. Al Schoucair il proprietario del Club Pepperbird).
Quando Joseph G. Richards, uno dei fondatori di IE tornò dall'estero, nel dicembre 1951, propose il ritorno al nome di Invincibile Eleven. Al giorno d'oggi, insieme al nome di un'altra sua squadra juniores, Majestics, l'intera organizzazione IE è oggi chiamata Majestics IE Sports Association.
Retrocesso dalla massima serie al termine della stagione 2016-2017, nel 2019 il club è stato retrocesso dalla federcalcio nazionale in Liberian Third Division per insolvenza. 

## Calciatori
Fu la prima squadra nella quale militò George Weah, Pallone d'oro 1995.

## Palmarès

### Competizioni nazionali
- Liberian Premier League: 13

1963, 1964, 1965, 1966, 1980, 1981, 1983, 1984, 1985, 1987, 1997, 1998, 2007.
- Liberian Cup: 16

1985, 1986, 1987, 1991, 1997, 1998, 1990, 1991, 1992, 1993, 1994, 1995, 1996, 1997, 1998, 2011.

### Altri piazzamenti
- Liberian Cup:

Finalista: 1992

## Organico

### Rosa 2013-2014
| N. |                    | Ruolo | Calciatore      |
| -- | ------------------ | ----- | --------------- |
| 1  | Liberia (bandiera) | P     | Lartee Jackson  |
| 2  | Liberia (bandiera) | D     | Eric Wright     |
| 3  | Liberia (bandiera) | D     | Stanley Parker  |
| 4  | Liberia (bandiera) | D     | Emmanuel Joshua |
| 5  | Liberia (bandiera) | D     | Trokon Weeks    |
| 6  | Liberia (bandiera) | C     | Blamo Weah      |

| N. |                    | Ruolo | Calciatore                     |
| -- | ------------------ | ----- | ------------------------------ |
| 7  | Liberia (bandiera) | C     | James Teahn                    |
| 8  | Liberia (bandiera) | C     | Opelo George                   |
| 9  | Liberia (bandiera) | A     | Joseph Kaidi Hinneh (capitano) |
| 10 | Liberia (bandiera) | A     | Kpanyen Doe                    |
| 11 | Liberia (bandiera) | A     | Lincoln Gatei                  |
| 12 | Liberia (bandiera) | P     | Melvin King                    |